# 譚臣

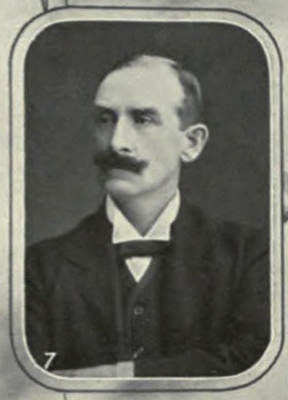
譚臣

譚臣（Alexander Macdonald Thomson，1863年—1924年）前香港政府官員。生於蘇格蘭。先後署任兩局秘書、域多利監獄監督、助理輔政司、總登記官、郵政司、輔政司等職。1898年至1918年任庫務司。香港的譚臣道以他命名。